# Maserati A6G 2000
La Maserati A6G 2000 è un'autovettura sportiva costruita dalla casa automobilistica italiana Maserati dal 1950 al 1951.

## Nome
Il nome è composto dalla “A” di “Alfieri” Maserati, il nome del fondatore dell'omonima casa del tridente, il “6” dal numero di cilindri del motore, la “G”, da “ghisa” del materiale del basamento del propulsore anche se la Maserati passò dopo breve tempo a realizzarlo in lega leggera e “2000” dalla cilindrata del motore.

## Il contesto

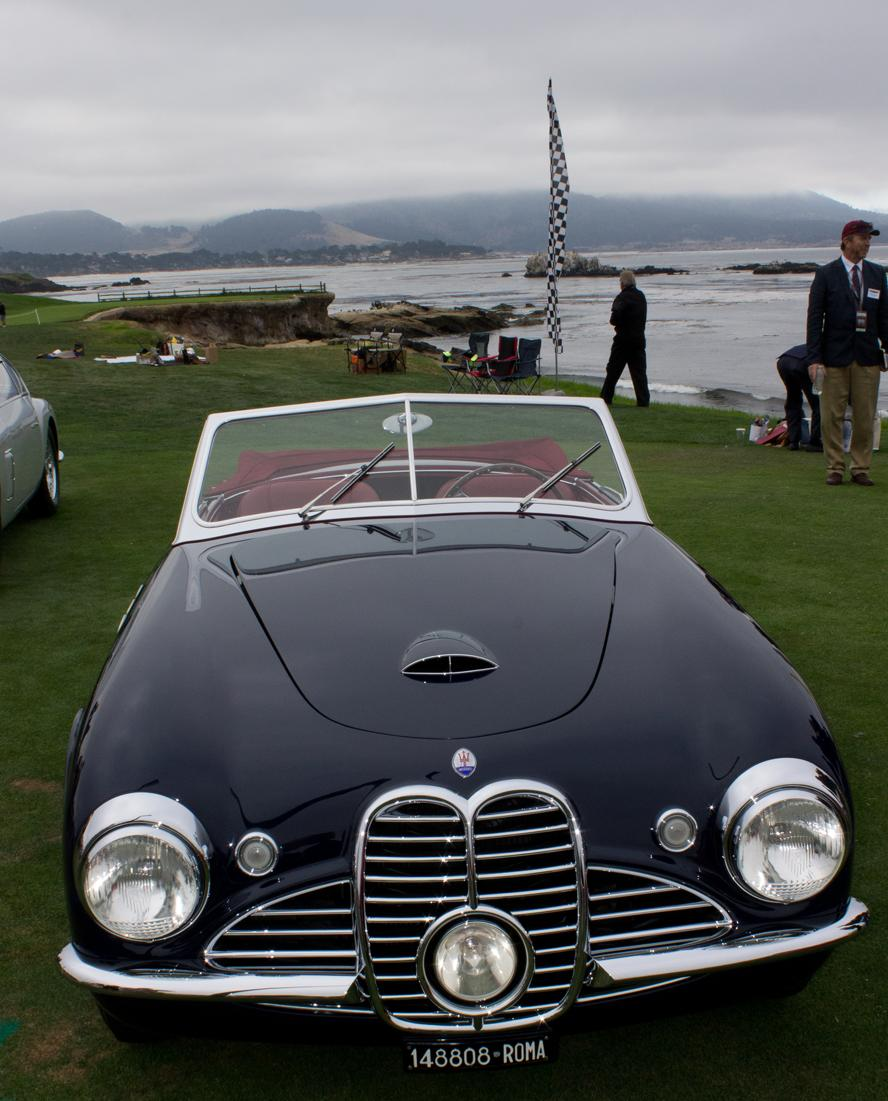
Maserati A6G 2000 Frua Spider

Fu presentata al pubblico al Salone dell'automobile di Torino del 1950 carrozzata da Pininfarina, e sostituì come modello sportivo di serie la A6 1500. Pininfarina ne costruì nove esemplari in versione fastback a quattro posti, mentre Pietro Frua progettò cinque spider e una coupé. Vignale elaborò un unico modello, anch'esso versione coupé, su disegno di Giovanni Michelotti. Una coupé venne trasformata dalla Zagato in una Spider per poter essere esposta al salone automobilistico di Torino del 1955. Venne inizialmente commissionata da Juan Peron, ma non poté essere consegnata a causa di numerosi problemi politici.
Per ottenere una cilindrata maggiore rispetto al modello precedente, furono aumentati la corsa e l'alesaggio. Le dimensioni del telaio rimasero invece immutate, ma le sospensioni posteriori furono riviste, prendendo spunto da quelle a balestra della Fiat 1100.
I 16 esemplari della "A6G 2000" furono tutti assemblati tra il 1950 e il 1951, nonostante vennero sostituiti dalla A6G/54 solamente nel 1954.
L'A6G 2000, che era destinata a pochi ed era costruita artigianalmente, rese celebre la Maserati nel mondo come una delle case automobilistiche produttrici di vetture sportive di maggior qualità.

## Caratteristiche tecniche
L'accensione era singola con spinterogeno di marca Marelli e modello ST95DAS. La lubrificazione era forzata con la sola pompa di mandata. Il sistema di raffreddamento era a circolazione d’acqua con pompa centrifuga. La distribuzione era formata da un singolo albero a camme in testa, che era mosso da una catena, e da due valvole per cilindro. L'alimentazione era ad aspirazione libera ed era fornita da tre carburatori di marca Weber e modello 36 DO2 (oppure uno solo 40 DCR). Il serbatoio aveva una capacità di 55 litri, che permetteva al modello di avere un'autonomia di 300 km.

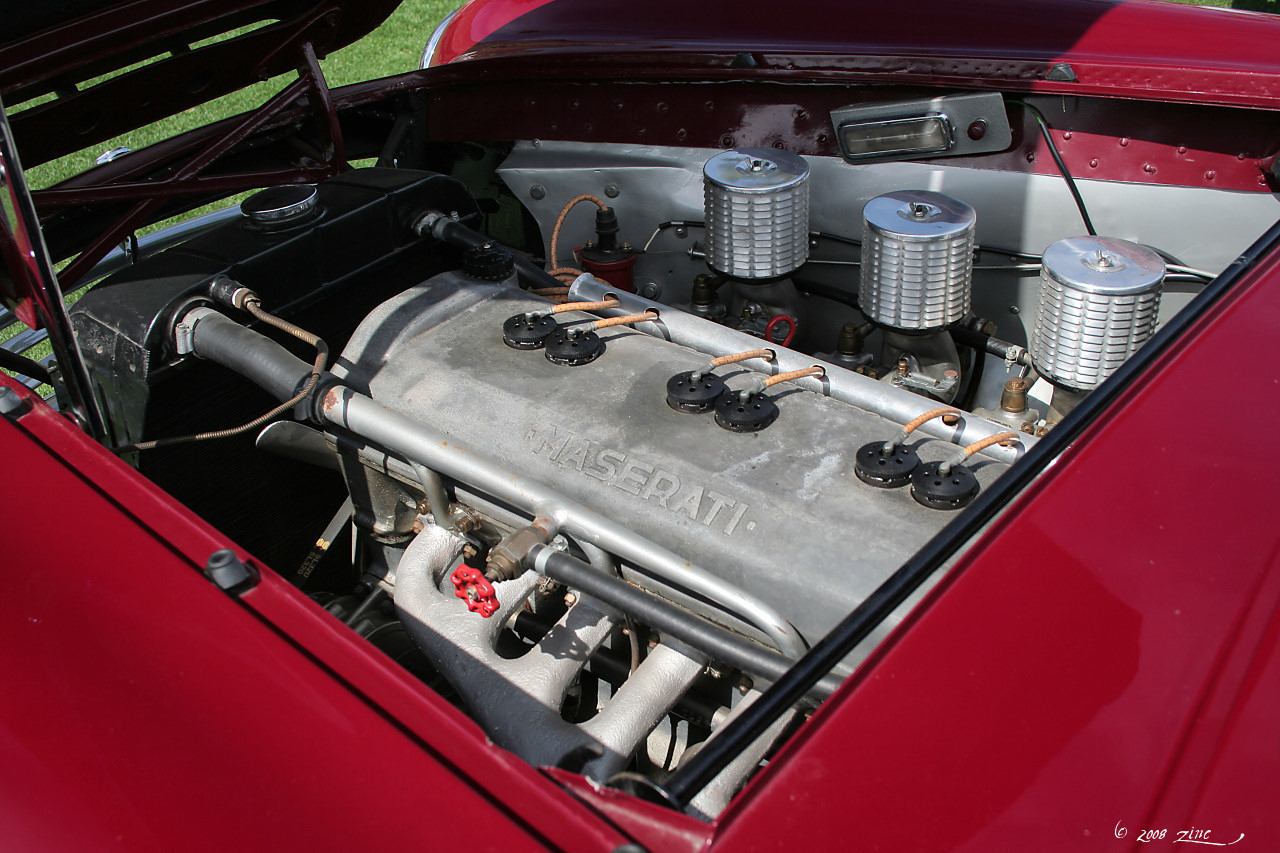
Il motore

Il motore era un sei cilindri in linea. L'alesaggio e la corsa erano rispettivamente di 72 mm e 80 mm, mentre il rapporto di compressione era di 7,8:1. La cilindrata era di 1.954,3 cm³. La potenza massima erogata era compresa tra i 90 e i 100 CV, a seconda della messa a punto, che permetteva al veicolo di raggiungere i 160-180 km/h.
La trazione era posteriore, e la trasmissione era a formata da un cambio a quattro rapporti più la retromarcia, con i rapporti degli ingranaggi che erano 3,68 (per la prima marcia), 1,78 (per la seconda), 1,35 (per la terza), 1 (per la quarta) e 6,20 (per la retromarcia). La frizione era multidisco a secco. Le sospensioni anteriori erano indipendenti con molle elicoidali, mentre quelle posteriori erano formate da un assale rigido con balestre longitudinali. Entrambe montavano ammortizzatori idraulici Houdaille. I freni erano a tamburo sulle quattro ruote con comando idraulico, mentre lo sterzo era a vite senza fine e settore dentato. Le ruote erano in lamiera o a raggi.
Il telaio era tubolare con quattro longheroni e traverse in lamiera d'acciaio. La carrozzeria era coupé o spider a 2 porte, tipo 2+2.